# Weiden (Am Ettersberg)
Weiden ist ein Ortsteil der Landgemeinde Am Ettersberg im Landkreis Weimarer Land in Thüringen.

## Geografie
Einen Kilometer nordöstlich von Buttelstedt entfernt liegt der Ortsteil Weiden in einem seit Jahrhunderten unveränderten Ortsbild. Das doppelte Sackgassendorf liegt im Niederungstal des Rossbaches und seiner Einmündung in die Scherkonde, einem Zufluss der Lossa. Die begrünten Bachläufe bilden mit der Dorfanlage das gesamte Ortsbild. Dazu gesellt sich die Bergkirche St. Cyriacus.

## Geschichte
Die urkundliche Ersterwähnung von Weiden fand nach archivierten Unterlagen 1336–1348 statt. Das Dörfchen gehörte zur Zisterzienserabtei Pforta und später zu weiteren kirchlichen und weltlichen Besitzern. Ab 1458 gehörte Weiden zum Besitz der Herren von Meusebach zu Schwerstedt (Amt Buttelstedt). Nachdem der ernestinische Kurfürst im Jahr 1544 das Amt Buttelstedt zurückkaufte, überließ er Krautheim, Weiden und Oberndorf den Herren von Meusebach. Weiden gehörte seitdem zum Amt Weimar, welches seit 1572 zu Sachsen-Weimar, ab 1741 zu Sachsen-Weimar-Eisenach gehörte. Bei der Verwaltungsreform des Großherzogtums Sachsen-Weimar-Eisenach kam der Ort 1850 zum Verwaltungsbezirk Weimar II und juristisch zum Justizamt Buttstädt.
Eine Mühle gab es 1349/50 auch schon. Die Bergkirche ist Nachfolger einer befestigten Anlage zum Schutze der durch dieses Gebiet damals verlaufenden Via Regia. Sie diente auch als Fluchtburg für Mensch und Tier. Später wurde sie zur Kirche umgebaut. Reste der Burg sind in Mauern, als Gräben und Wälle noch vorhanden.